# Estadio Complejo Lavalleja
El Parque Alfredo García Montero es el estadio del Lavalleja F.C. de Minas, Uruguay, allí Lavalleja juega sus partidos como local. Fue inaugurado en el año 1944 en un partido entre Lavalleja F.C. y Club Nacional de Football.

## El complejo
El estadio también posee un salón multiusos y una cancha alternativa ubicada dentro del complejo.